# 沒弈于
沒弈于（？—407年），《魏書》作木易于，破多羅氏，高平（治今寧夏固原）鮮卑人。沒弈于先後受前秦及後秦官爵，長據高平，並曾收留匈奴鐵弗部首領劉衞辰子劉勃勃，即夏國開國君主赫連勃勃，但最終反為其所殺，部眾皆為其所吞併。

## 生平
沒弈于為鮮卑多蘭部帥，強健而有勇力。初在前秦任安定都尉，曾與金熙一起擊敗後秦將姚方成，但不久就被親自來攻的後秦王姚萇擊敗。後於387年趁苑川王乞伏國仁進攻密貴、裕苟及提倫三部時進襲國仁，但於渴渾川戰敗。後沒弈于獲加驃騎將軍，於391年送兩個兒子為人質，聯結了乞伏乾歸一同進攻鮮卑大兜。戰後乞伏乾歸歸還其二子，卻因沒弈于東結劉衞辰而率兵討伐，沒弈于逃奔他樓城，更被乞伏乾歸射傷眼晴。
392年，沒弈于率六千戶部眾叛歸後秦，受任命為使持節、車騎將軍，封高平公。上一年，劉衞辰兵敗被殺，其宗族都為北魏王拓跋珪所殺，幼子劉勃勃逃到薛干部，薛干部於是送了他到沒弈于那裏。沒弈于不但收留劉勃勃，更將女兒嫁給他。402年，北魏常山王拓跋遵進攻高平，沒弈于拋棄部眾，帶著數千騎兵及劉勃勃逃到秦州。雖然魏軍追不上他們，但就將其府庫的物資、四萬匹馬及九萬多頭牲畜等掠奪殆盡，更強遷其眾到平城（今山西大同市）。
407年，劉勃勃因為後秦與北魏修好，於是叛秦，先劫奪柔然送給後秦的八千匹馬，接著率領其部眾共三萬多人聲稱在高平川打獵，乘機襲殺沒弈于，並吞併了其部眾。